# Bungin (Balisee)
Bungin (indonesisch Pulau Bungin) ist eine Insel und Siedlung in der östlichen Balisee. Mit einem ca. 300 m langen Damm ist Bungin mit dem westlichen Teil der Insel Sumbawa verbunden.
Die Insel gilt als eine der am dichtesten besiedelten Inseln der Welt. Die komplette Insel ist dicht bebaut, sodass es kaum Vegetation gibt.